# Ugo Agostoni
Ugo Agostoni (Lissone, 27 juli 1893 - Desio, 26 september 1941) is een voormalig Italiaans wielrenner. Hij werd profwielrenner in 1911. Als belangrijkste overwinningen in zijn loopbaan noteren we Milaan-San Remo in 1914 en een rit in de Ronde van Italië in 1920.
In 1941 stierf hij onverwachts tijdens een heelkundige ingreep.
De sinds 1946 jaarlijks verreden semi-klassieker Coppa Agostoni is naar hem vernoemd.

## Belangrijkste resultaten
1909
- 6e - Ronde van Lombardije

1911
- 2e - Italiaans kampioenschap

1912
- 1e - Giro dell'Emilia
- 2e - Ronde van Romagna
- 5e - Ronde van Lombardije
- 9e - Italiaans kampioenschap

1913
- 7e - Italiaans kampioenschap
- 10e - Parijs-Tours

1914
- 1e - Milaan-San Remo
- 4e - Giro dell'Emilia
- 9e - Ronde van Lombardije

1918
- 3e - Milaan-San Remo

1919
- 4e - Ronde van Lombardije
- 5e - Ronde van Italië
- 7e - Giro dell'Emilia
- 9e - Milaan-Turijn

1920
- 1e - etappe 8 Ronde van Italië
- 5e - Giro dell'Emilia
- 6e - Milaan-Turijn
- 7e - Ronde van Italië
- 7e - Italiaans kampioenschap
- 8e - Milaan-San Remo
- 9e - Ronde van Lombardije

1921
- 5e - Milaan-San Remo
- 8e - Italiaans kampioenschap

1922
- 3e - Giro dell'Emilia
- 6e - Ronde van Veneto
- 7e - Milaan-San Remo
- 8e - Italiaans kampioenschap

1924
- 10e - Ronde van Piemonte

## Resultaten in voornaamste wedstrijden
| Jaar | Ronde van Italië | Ronde van Frankrijk | Ronde van Spanje |
| ---- | ---------------- | ------------------- | ---------------- |
| 1909 |                  |                     |                  |
| 1910 |                  |                     |                  |
| 1911 |                  |                     |                  |
| 1912 | ↑                | opgave              |                  |
| 1913 | 11e              |                     |                  |
| 1914 |                  |                     |                  |
| 1915 |                  |                     |                  |
| 1918 |                  |                     |                  |
| 1919 | 5e               |                     |                  |
| 1920 | 7e (1)           |                     |                  |

| Jaar | Milaan-San Remo | Ronde van Lombardije |
| ---- | --------------- | -------------------- |
| 1909 |                 | 6e                   |
| 1910 |                 | 14e                  |
| 1911 | 16e             | 25e                  |
| 1912 |                 | 5e                   |
| 1913 |                 | 11e                  |
| 1914 | ↑               | 9e                   |
| 1915 | opgave          |                      |
| 1918 | ↑               |                      |
| 1919 | 14e             | 4e                   |
| 1920 | 8e              | 9e                   |